# Batalla de Beerseba (1917)
La batalla de Beerseba (en turco: Birüssebi Savaşı, en alemán: Schlacht von Birüssebi) fue una batalla que tuvo lugar el 31 de octubre de 1917, cuando la Fuerza Expedicionaria Egipcia (EEF, por sus siglas en inglés) atacó y capturó la guarnición del Grupo de Ejércitos Yildirim en Beerseba, comenzando la ofensiva del Sur de Palestina de la campaña del Sinaí y Palestina de la Primera Guerra Mundial. En la mañana, sucedieron ataques limitados pero exitosos, producidos por las 10.ª, 60.ª y 74.ª Divisiones de Infantería del XX Cuerpo desde el suroeste, mientras que la División Montada ANZAC (Cuerpos Montados del Desierto) lanzó una serie de ataques. Con el tiempo, estos ataques contra las fuertes defensas que dominaban la parte oriental de Beersheba dieron lugar a su captura durante la tarde. Poco después, una carga de infantería montada por los 4.º y 12.º Regimientos de Caballería Ligera (4.ª Brigada de Caballería Ligera) de la División Montada Australiana con bayonetas en sus manos, siendo esta única arma para el ataque montado, ya que sus rifles estaban colgados en la espalda. Si bien parte de los dos regimientos desmontaron para atacar las trincheras en Tel es Saba, que defendían Beersheba, el resto de los jinetes continuaron su carga dentro de la ciudad, capturando el lugar y parte de la guarnición que se retiraba.

## Antecedentes
La batalla de Beersheba (Then Birüssebi) fue un elemento crítico de una ofensiva más amplia del Ejército británico conocida como la Tercera Batalla de Gaza. Estaba destinada a romper la línea defensiva de los otomanos, que se extendía desde Gaza en el Mediterráneo hasta Beersheba, un importante centro regional a unos 50 km. tierra adentro. A principios de 1917 habían fracasado dos intentos de romper esta línea defensiva. La Segunda Batalla de Gaza terminó en un completo fracaso, por lo que el general Archibald Murray, comandante en jefe de las fuerzas británicas en Egipto y Palestina, fue sustituido por el general de caballería Edmund Allenby, antiguo comandante del Tercer Ejército Británico en el Frente Occidental.
Allenby exigió y recibió grandes refuerzos antes de reanudar la ofensiva. La sede de las «Fuerza del Este» fue sustituida por dos cuarteles generales de dos cuerpo de infantería; el Cuerpo XX, al mando del general Philip Walhouse Chetwode, y el Cuerpo XXI al mando del teniente general Edward Bulfin. Más importante aún, con la formación de la División Montada de Caballería británica, Allenby tenía tres divisiones montadas. Las dos divisiones con sede en Australia se combinaron para crear el nuevo Cuerpo Montado del Desierto, comandado por el recién ascendido teniente general Harry Chauvel, el primer general de Australia al mando de un cuerpo de ejército.
Mientras tanto, según el mayor general Hüseyin Hüsnü Emir (Erkilet) las fuerzas otomanas en Beersheba, bajo el mando de Ismet Bey, consistían de:
- El frente occidental: 900 rifles, principalmente del 81.º Regimiento de Infantería;
- El frente sudoccidental: 1400 rifles, principalmente del 67.º Regimiento de Infantería;
- El frente sur: 900 rifles, principalmente del 48.º Regimiento de Infantería;
- La reserva general: que incluye 1200 rifles de la tercera división de la caballería.

En total, 4400 rifles, 60 ametralladoras y 28 cañones estaban disponibles para la defensa de Beerseba. Las defensas eran sólidas al sur y al oeste (hacia Gaza) pero al este dependían excesivamente de un reducto recientemente fortificado en Tel el Saba, a 5 km de Beerseba.

## Preludio

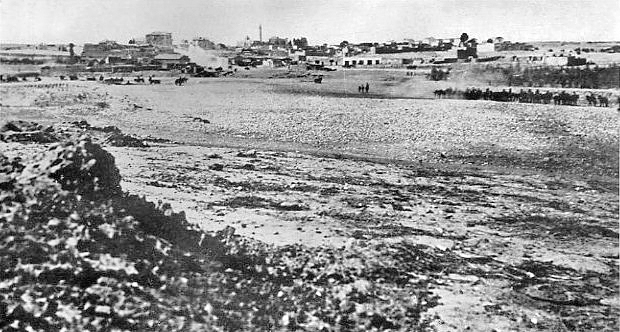
Beerseba, 1917

El plan británico para romper la línea Gaza-Beersheba había sido formulada por el general Chetwode tras el fracaso de los dos ataques frontales contra Gaza. Las defensas otomanos eran formidables en las cercanías de Gaza, pero hacia el este había una amplia brecha entre el último reducto de las fortificaciones y Beersheba. Las fuerzas otomanas confiaban en que la falta de agua en esta región, con excepción de los pozos en Beersheba, limitarían las operaciones británicas de ataques montados.
Chetwode creía que la falta de agua sería más fácil de superar que las fortificaciones de Gaza. Un esfuerzo gigantesco de ingeniería y de suministro se llevó a cabo para establecer una base de avanzada en las inmediaciones de Beersheba, de la que tropas de infantería y las montadas podía realizar un asalto. El plan dependía de la defensa de la ciudad y el abastecimiento de agua. Si el ataque era rechazado el primer día, los británicos se verían obligados a retirarse en busca de agua.

## Batalla

### Inicio de la batalla: batalla de El Buggar Ridge

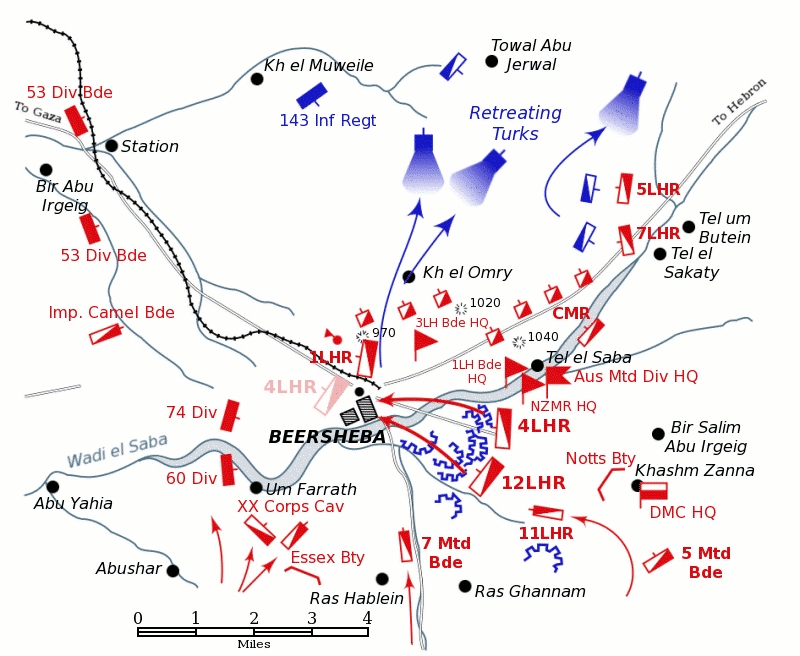
Batalla de Beerseba.

La ocupación de Karem era vital para los dos aspectos de la próxima batalla. El objetivo, a largo plazo, era crear un punto importante de suministro de agua y de tropas aliadas en el área inmediata. La ubicación de la estación de Karem dio una clara, aunque en ese momento engañosa, señal a las fuerzas otomanas que sus bases en Abu Hareira y Tel el Sheria estaban bajo la amenaza de un ataque inmediato. Entre estas dos bases había una capa masiva de trincheras y reductos conocidos como el Sistema de Rushdie, que formó un poderoso baluarte contra cualquier acción aliada. La estación Karem señaló directamente al corazón de este sistema.
Las fuerzas aliadas convirtió una línea de puestos avanzados de observación en reductos fortificados para proteger este importante depósito de suministros de los ataques. Lo único que preocupa a Chauvel fue la posibilidad de que la artillería otomana se pueda mover de la base otomana en Abu Hareira en las colinas hacia abajo, a El Imara, en las llanuras de donde podían echar fuego devastador con proyectiles de alto poder explosivo en la línea de ferrocarril y las estaciones. El 27 de octubre de 1917, la tercera división de la caballería otomana, con el apoyo de la División de Infantería n.º 16, se dirigieron, en reconocimiento, a una línea que abarca El Buggar, Hill 720 y Hill 630, para poner a prueba la determinación de los aliados. La batalla resultante se caracterizó por la resistencia del 1/1st del County of London Yeomanry en Hill 720, en el que dos efectivos de la maisma, bajo el mando del comandante Alejandro Lafone Malins, lucharon hasta con el último hombre. Lafone ganó la Cruz Victoria por esta acción. Más tarde ese día, el 9º y 10º Regimientos de Caballería Ligera Australiana, apoyados por elementos de la 74.ª División a la derecha y la 53.º División a la izquierda, recuperaron, poco a poco, el terreno que se había perdido. Esto convenció a las fuerzas otomanas que un ataque aliado vendría muy pronto.
Sin embargo, basado en el plan de Allenby, creían que la sorpresa era necesaria para tener éxito, y no le interesaba una superioridad numérica, pero la acción en El Buqqar fue suficiente hizo que las fuerzas otomanas adivinaran las verdaderas intenciones. Allenby envió unos 40 000 hombres para hacer frente a Beersheba en manos de 4400 hombres dando una relación de superioridad de casi 10:1 que fueron buenas probabilidades para asegurar una cómoda victoria. Allenby, que fue capaz de mover este gran número de hombres y animales durante un período de dos días en una posición de ataque sin alertar a las fuerzas otomanas, lleva testimonio de liderazgo calificado y una cuidadosa planificación por parte del personal aliado.

### El ataque de la infantería
El ataque a Beersheba por el Cuerpo XX de Chetwode comenzó a las 5:55 el 31 de octubre, cuando la artillería, con más de cien piezas de artillería y obuses, comenzó el bombardeo de las trincheras otomanas. Veinte de los cañones pesados se dedicaban a la lucha contra la artillería enemiga, que fue operado por los artilleros austriacos.
La primera infantería capturó algunos puestos de avanzada otomanos por primera vez a las 8:30. El ataque principal de cuatro brigadas de infantería comenzó a las 24:15. Rápidamente llegó a todos sus objetivos iniciales y por lo tanto estaban en posición para el asalto principal en el municipio, coincidiendo con la caballería ligera y neozelandeses. Fue en este punto que los comandantes de infantería vio que la forma de Beersheba estaba claro y pidió permiso para llevar el ataque a través de la ciudad. Allenby le negó el permiso y ordenó a la infantería a permanecer en sus posiciones actuales, ya que la tarea había sido asignado específicamente para el Cuerpo Montado del Desierto. La primera oportunidad para tomar Beersheba en las próximas horas se había perdido.
Cuando las fuerzas otomanas se dieron cuenta de que la infantería británica había detenido, comenzaron a reagruparse y reforzar su línea defensiva en un perímetro más pequeño. Antes de la caída de las trincheras del sur, el sistema de trincheras de apoyo de Tel el Saba hacia el sudeste de Beersheba estaba vacía. Ahora se llenó con cerca de 300 veteranos de guerra, exactamente en la línea de la carga proyectada.

### La carga de la 4.ª. Brigada de Caballería Ligera
El problema para Chauvel fue agudo. El ataque a Tel el Saba se había estancado, ya que trescientos soldados de infantería otomana atrincherados en la cumbre celebraban la eficaz defensa. El comandante alemán Kress von Kressenstein resumió la situación:
El batallón turco encargado de su defensa tenaz se comportó con gran valentía y con ello cumplió con su obligación. Se detuvo el ataque de dos divisiones de caballería inglesas (sic) después de seis horas y les ha impedido la expansión de sus maniobras de movimientos envolventes alrededor de la carretera Beersheba-Hebrón.
Chauvel había planeado utilizar la caballería británica a las espaldas de Beersheba. Después de que Tel el Saba finalmente se había asegurado, Chauvel vaciló durante una media hora, contemplando un retiro con la intención de acabar la batalla al día siguiente. Él envió sus pensamientos a Allenby, que media hora más tarde respondió con una orden furiosa que Chauvel fuera a tomar Beersheba ese mismo día.

## Consecuencias
En la toma de Beerseba, la 4.ª. Brigada de Caballería Ligera tomó prisioneros a 38 oficiales y 700 militares de otros rangos, y capturó cuatro cañones de campaña. En los dos regimientos hubo 31 muertos (entre ellos dos oficiales) y 36 heridos (entre ellos ocho oficiales). Las pérdidas totales del Cuerpo Montado del Desierto fueron de 53 muertos y 144 heridos. Las mayores pérdidas aliadas fueron sufridas por la infantería británica del XX Cuerpo, que tuvo 116 muertos en acción, aunque el número total de hombres muertos durante la batalla de la fuerza británica fue mucho mayor, por un total de 171 hombres.